# Новий Бедонь
Новий Бедонь (пол. Nowy Bedoń) — село в Польщі, у гміні Андресполь Лодзький-Східного повіту Лодзинського воєводства.
Населення — 510 осіб (2011).

## Демографія
Демографічна структура станом на 31 березня 2011 року:
|          | Загалом | Допрацездатний вік | Працездатний вік | Постпрацездатний вік |
| -------- | ------- | ------------------ | ---------------- | -------------------- |
| Чоловіки | 245     | 41                 | 172              | 32                   |
| Жінки    | 265     | 50                 | 154              | 61                   |
| Разом    | 510     | 91                 | 326              | 93                   |